# Coffee Moon
Coffee Moon (japanisch コーヒームーン) ist eine Manga-Serie von Mangaka Mochito Bota, die in Japan von 2020 bis 2024 erschien. Die Geschichte über Mädchen, die in einer Zeitschleife gefangen sind, wurde unter anderem ins Deutsche übersetzt. 

## Inhalt
In ihrer Welt, in der ständig schwarzer Regen fällt, lebt das Mädchen Pieta ein scheinbar normales Leben: Sie geht jeden Tag zur Schule, erlebt kleine Unglücke und unterhält sich mit ihrer besten Freundin Danae, was sie stets glücklich macht. Und jeder dieser Tage ist ihr Geburtstag, denn sie ist in einer Zeitschleife gefangen. Doch eines Tages ist auch Danae in der Zeitschleife, die für sie und ihre chaotische Familie deutlich unangenehmer ist. Da nehmen sich die beiden vor, aus der Schleife auszubrechen. Doch dabei verursachen sie für sich und ihrem Umfeld nur immer größeres Leid.

## Veröffentlichung
Die Serie erschien von Januar 2020 bis März 2024 zunächst in einzelnen Kapiteln im Magazin Dengeki Maoh beim Verlag Kadokawa Shoten. Dieser brachte den Manga auch gesammelt in sechs Bänden heraus. Eine deutsche Fassung dieser Bände wird seit August 2024 von Manga Cult in bisher fünf Bänden veröffentlicht (Stand: Mai 2025). Die Übersetzung stammt von Nana Umino. Auf Englisch wird der Manga von Yen Press herausgegeben.